# ألان رايس
ألان رايس (29 أغسطس 1929 بليستر في المملكة المتحدة - ) (بالإنجليزية: Alan Rice)‏ هو لاعب كريكت بريطاني. لعب مع نادي مقاطعة ليسترشاير للكريكت ‏.

## وصلات خارجية
- ألان رايس على موقع إي آس بي آن كريك إنفو (الإنجليزية)